# Новая Убинка
Но́вая У́бинка (каз. Новая Убинка) — село в Шемонаихинском районе Восточно-Казахстанской области Казахстана, входит в состав Зевакинского сельского округа.Код КАТО — 636843200.

## География
Село расположено в юго-западной части Шемонаихинского района, в 11 километрах к северо-западу от административного центра сельского округа села Зевакино, в 32 километрах к югу от районного центра города Шемонаиха. Ближайшая железнодорожная станция Рулиха — расположена в 21 километрах к северо-востоку от села (по дороге — 35 км). Соседние населённые пункты: Убинка в 2 километрах к западу, Зевакино в 11 километрах к юго-востоку. Транспортное сообщение осуществляется автомобильной дорогой 	
KF SH-14 «Подъезд к селу Убинка» (11,5 км). Высота центра населённого пункта — 276 метров над уровнем моря. 

## Население
| Численность населения | Численность населения | Численность населения |
| 1989                  | 1999                  | 2009                  |
| --------------------- | --------------------- | --------------------- |
| 370                   | ↘363                  | ↘152                  |

Процентное соотношение численно-преобладающих национальностей согласно переписи 1989 года:
| Национальность | Процентное соотношение |
| -------------- | ---------------------- |
| Русские        | 70 %                   |
| Другие         | 30 %                   |